# Óbidos (vino)
Óbidos es una denominación de origen controlada (DOC) portuguesa para vinos producidos en la región demarcada de Óbidos, que abarca parte de los concelhos de Cadaval, Caldas da Rainha, Bombarral y Óbidos, situados en el centro oeste del país.
Los vinos de Óbidos pueden ser tintos o blancos. 

## Variedades de uva
- Tintas: Alicante Bouchet, Amostrinha, Aragonêz (Tinta Roriz), Baga, Cabernet Sauvignon, Caladoc, Camarate, Carignan, Castelão, Jaén, Merlot, Pinot Noir, Preto Martinho, Syrah, Tinta Barroca, Tinta Miúda, Touriga Franca, Touriga Nacional y Trincadeira (Tinta Amarela).
- Blancas: Alicante Branco, Alvarinho, Antão Vaz, Arinto (Pedernã), Chardonnay, Encruzado, Fernão Pires (Maria Gomes), Jampal, Loureiro, Malvasia Rei, Moscatel Graúdo, Rabo de Ovelha, Ratinho, Riesling, Sauvignon, Seara Nova, Verdelho, Viognier, Viosinho y Vital.